# Joan Antoni Zabalia i Robles
Joan Antoni Zabalia i Robles (Barcelona, 1 de juny de 1931 – Barcelona, 5 de maig de 2020) va ser un destacat porter d'hoquei sobre patins català de les dècades de 1950 i 1960.
Va començar a practicar l'hoquei al club Unió Patí Club, fitxant posteriorment pel Club Patín Barcelona, amb el qual va proclamar-se campió d'Espanya el 1950, CH Turó, CE Universitari i finalment pel CP Voltregà, conquerint tres Campionats de Catalunya i un d'Espanya. Juntament amb Josep Soteras fou el porter més destacat del moment i va ser un habitual de la selecció espanyola, amb la qual va competir entre 1951 i 1963 en més de 130 partits. Hi va guanyar tres Campionats del Món, un d'Europa i tres Copes de les Nacions. Va aconseguir una quarta Copa de les Nacions amb el RCD Espanyol, com a convidat. Va retirar-se de la competició al final de la temporada 1962-63.
Després de la seva retirada, va exercir com a entrenador del CP Voltregà entre 1964 i 1972, aconseguint un triplet històric la temporada 1964-65 amb la consecució del Campionat de Catalunya, el d'Espanya i la primera edició de la Lliga espanyola, i el 1966 va guanyar la primera edició de la Copa d'Europa. L'any 1978 va obtenir el títol oficial d'entrenador nacional.

## Palmarès

### Com a jugador
Clubs
- 1 Campionat de Catalunya d'hoquei sobre patins: 1958-59, 1961-62 i 1962-63
- 2 Campionats d'Espanya d'hoquei sobre patins: 1949-50 i 1959-60
- 1 Copa de les Nacions d'hoquei sobre patins masculina: 1953

Selecció espanyola
- 3 medalles d'or als Campionats del Món d'hoquei patins masculí: 1951, 1954 i 1955
- 2 medalles d'argent als Campionats del Món d'hoquei patins masculí: 1956 i 1958
- 1 medalla de bronze als Campionats del Món d'hoquei patins masculí: 1953
- 4 medalles d'or als Campionats d'Europa d'hoquei patins masculí: 1951, 1954, 1955 i 1957
- 4 medalles d'argent als Campionats d'Europa d'hoquei patins masculí: 1956, 1959, 1961 i 1963
- 2 medalles de bronze als Campionats d'Europa d'hoquei patins masculí: 1952, 1953
- 3 Copes de les Nacions d'hoquei sobre patins masculina: 1952, 1957 i 1959

### Com a entrenador
Clubs
- 1 Copa d'Europa d'hoquei sobre patins masculina: 1965-66
- 1 Campionat de Catalunya d'hoquei sobre patins: 1964-65
- 1 Lliga espanyola d'hoquei sobre patins masculina: 1964-65
- 2 Campionats d'Espanya d'hoquei sobre patins: 1964-65 i 1968-69